# Carolus Gustavus Walravens
Carolus Gustavus Walravens (Edingen, 28 juni 1841 – Doornik, 19 februari 1915) was een rooms-katholieke priester en was de 93-ste bisschop van het bisdom Doornik.

## Biografie
Walravens was het grootste deel van zijn leven in dienst van de Kerk te Doornik.
Toen hij bijna 24 jaar was, op 1 april 1865, werd hij er gewijd als diaken. Spoedig daarna, op 10 juni 1865, vond de consecratie voor het priesterambt plaats, onder leiding van bisschop Gaspard-Joseph Labis.
Op 28 januari 1897 werd Walravens aangesteld als titulair bisschop van Samosata. Hierdoor verwierf hij de bisschoppelijke waardigheid en bevoegdheden.
Tezelfdertijd (28 januari 1897) werd hij hulpbisschop van Doornik. De wijding voor beide benoemingen geschiedde op 24 februari 1897 en werd uitgevoerd door Isidore Joseph Du Roussaux. Later, datzelfde jaar, op 16 december, werd hij aangesteld als bisschop met zetel te Doornik.

## Overlijden
Walravens overleed in Doornik op 19 februari 1915. Op het ogenblik van zijn dood woedde de Eerste Wereldoorlog en was België een bezet land. Dit leidde naderhand enigszins tot verwikkelingen in verband met de opvolging. Zijn opvolger werd slechts op het einde van 1915 aangesteld.

## Bisschoppelijke kerk

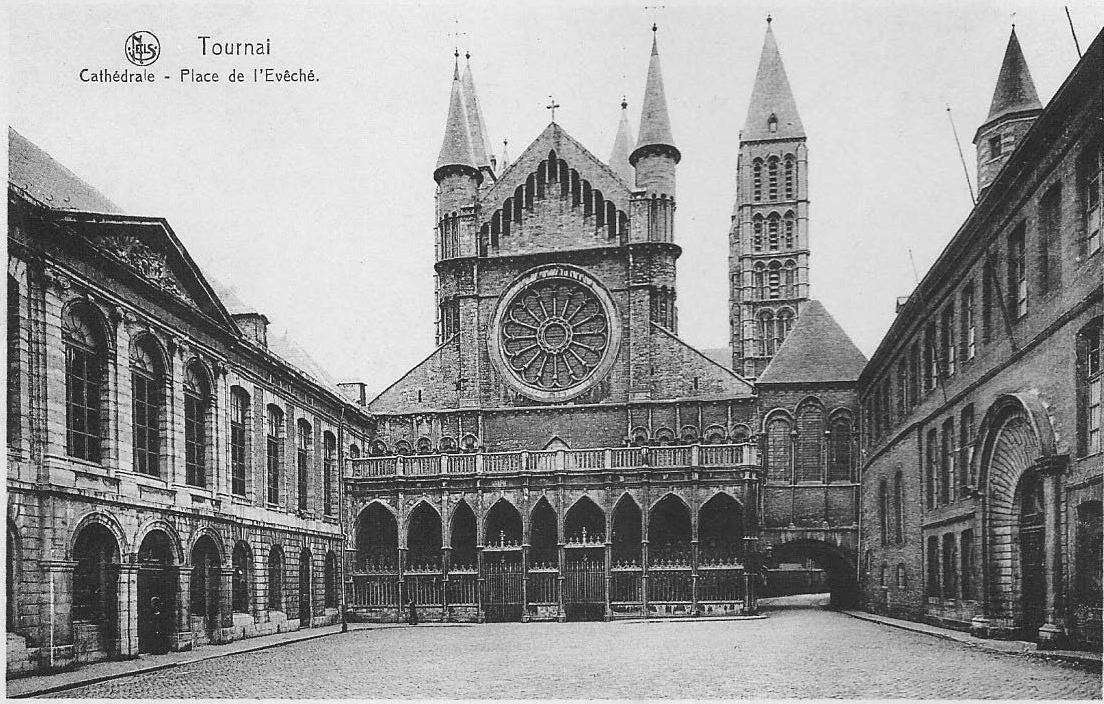
Bisschoppelijke kathedraal te Doornik.